# The Man from the Train
The Man from the Train (en español: El hombre del tren) es un libro sobre crímenes reales de 2017 escrito por Bill James y su hija Rachel McCarthy James.
En El hombre del tren, los autores afirman haber descubierto la identidad y existencia de un asesino en serie previamente ignorado que estuvo activo a fines del siglo XIX y principios del siglo XX. Según los autores, este criminal se llamaba Paul Mueller, que operaba en territorio estadounidense y mató a un mínimo de 59 personas y posiblemente a más de 100. A principios de 1900, algunos de estos crímenes fueron atribuidos a un presunto asesino conocido como Billy el Hachero, pero los autores sugieren que el asesino fue responsable de una gama más amplia de crímenes de lo que se creía anteriormente.
Bill James es más conocido como analista de béisbol que utiliza la sabermetría, pero también escribe sobre crimen, habiendo publicado previamente Popular Crime: Reflections on the Celebration of Violence (2012).

## Resumen
La investigación de Bill James comenzó con un intento de resolver un famoso crimen sin resolver, los asesinatos con hacha de Villisca, en los que una familia de seis personas y dos invitados fueron asesinados en Villisca, Iowa, la noche del 9 de junio de 1912. James sospechó de un posible asesino en serie basándose en lo que parecían ser las acciones de un criminal experimentado en Villisca. Encontró algunos crímenes similares en periódicos de la época y trajo a su hija Rachel McCarthy James, quien encontró más. McCarthy James fue contratada originalmente como asistente de investigación, pero según su propia estimación, escribió aproximadamente el diez por ciento del libro y, por lo tanto, fue acreditada como coautora.

A través de investigaciones en archivos de periódicos, los James descubrieron decenas de asesinatos de familias enteras, cometidos entre 1898 y 1912. Estos crímenes ocurrieron en Nueva Escocia, Oregón, Kansas, Florida, Arkansas y otros estados, algunos de los cuales atribuyen a Mueller. Aunque muchos de estos crímenes obtuvieron una publicidad significativa en su momento, en su mayoría acabaron olvidados, salvo los asesinatos de Villisca.
El nombre de Mueller aparentemente estuvo vinculado a un solo crimen en la prensa contemporánea. Fue objeto de una infructuosa persecución que duró un año como único sospechoso del asesinato en 1897 de una familia cerca de West Brookfield, Massachusetts, que lo había empleado como peón agrícola. Según Rachel McCarthy James, ella y su padre desenterraron "probablemente 500 palabras de material sobre Mueller, específicamente su apariencia física, de dónde viene, sus habilidades y su familia".   Mueller tenía alrededor de 35 años en 1897, según se informa afirmaba ser un veterano militar alemán y era conocido como un carpintero experto que hablaba muy poco inglés. Se le describió como de baja estatura y musculoso, con dientes inusualmente pequeños y muy espaciados como su característica más distintiva. Se cree que Mueller probablemente haya trabajado como leñador itinerante, dadas sus habilidades para trabajar la madera, el uso de un hacha por parte del asesino y el hecho de que la mayoría de los asesinatos ocurrieron en áreas de tala o cerca de ellas.
Los James señalan que en aquellos tiempos, la policía local solía asumir en los crímenes que el asesino era alguien de la zona con alguna conexión con las víctimas. El concepto de un asesino en serie itinerante a nivel nacional nunca fue considerado en la mayoría de los casos, y esto llevó a que posiblemente se pasara por alto a un asesino en serie. Los métodos y la tecnología de investigación policial eran primitivos en comparación con unas décadas más tarde (por ejemplo, ni las huellas dactilares ni la tipificación sanguínea se utilizaban ampliamente aun) y las escenas de los crímenes a menudo eran comprometidas por la intrusión de observadores curiosos. Los autores creen que al menos ocho personas fueron condenadas injustamente por los crímenes de Mueller (cuatro de las cuales fueron ejecutadas y una posteriormente exonerada), mientras que siete personas fueron linchadas (en su mayoría, pero no todos, afroamericanos), mientras que otras diez fueron arrestadas pero posteriormente liberadas debido a la falta de pruebas o coartadas sólidas.
Según los James, una serie de asesinatos ocurridos en ese período que la policía local asumió como incidentes aislados en realidad fueron cometidos por una sola persona, probablemente Mueller, basándose en una treintena de similitudes, muchas de las cuales aparecen en la mayoría de estos crímenes. Estas similitudes incluyen la escena ubicada a pocos pasos de un cruce ferroviario donde se sospechaba que Mueller había huido en un tren de mercancías (de ahí el título del libro); la masacre de familias enteras a altas horas de la noche en pequeños pueblos con poca o ninguna fuerza policial; las familias que tenían un granero donde se creía que el asesino se había escondido para observar a las familias; las familias que no tenían un perro para advertir de un intruso; el asesino usando el borde romo de un hacha como arma homicida; el asesino dejando el hacha a plena vista; el asesino cubriendo a las víctimas con sábanas o mantas antes de los asesinatos (probablemente para evitar salpicaduras de sangre); el asesino moviendo o apilando cuerpos después de los asesinatos; el asesino cubriendo las ventanas desde el interior de la casa con sábanas o toallas; y la ausencia de robo con dinero en efectivo o joyas intactas en la escena. En los primeros casos, el asesino solía intentar incendiar la casa para destruirla, pero gradualmente abandonó la práctica, posiblemente porque atraía más rápidamente la atención a la escena. Un asesino o asesinos conocidos como el Hachero de Nueva Orleans estuvo activo en 1918 y 1919, pero los autores creen que estos crímenes no están conectados con Mueller debido a diferentes características en las escenas del crimen (por ejemplo, las víctimas de Nueva Orleans eran todas adultas y fueron asesinadas con la hoja del hacha). Sin embargo, los autores creen que algunos de los asesinatos de 1911-1912 atribuidos a Clementine Barnabet probablemente fueron cometidos por Mueller.
Se cree que el motivo principal del asesino fue una atracción sexual sádica hacia niñas prepúberes, lo que explica la mayoría de los asesinatos. Mientras que los adultos generalmente eran emboscados y asesinados en la cama mientras dormían, las niñas a menudo mostraban heridas de defensa u otras evidencias de lucha. Los informes de prensa sobre los crímenes a menudo incluían referencias, veladas debido a la estricta moral y decoro imperantes, a que el asesino había eyaculado en las escenas del crimen o había abusado sexualmente de las niñas después de la muerte.  La presencia de un trozo de tocino en la escena de Villisca, posiblemente utilizado como ayuda para la masturbación, puede reforzar esta teoría según los autores.
Bill James señaló que a nivel nacional entre 1890 y 1912 hubo un promedio de ocho familias asesinadas por año, la mayoría de las cuales no comparten las características reportadas en los medios por los crímenes atribuidos a Mueller. Además, los delitos que reunían los 30 rasgos enumerados anteriormente cesaron abruptamente después de 1912. James, un estadístico especializado en béisbol, sostiene que es más probable que los crímenes que encajan en el perfil de Mueller estén conectados que no, debido a las características idiosincrásicas. La falta de tales crímenes en cualquier parte de la nación durante aproximadamente un año en 1908 llevó a los James a especular que el asesino fue detenido y encarcelado por un delito menor.
Los James se describen a sí mismos como seguros de que Mueller cometió 14 asesinatos familiares que totalizaron 59 víctimas, y menos seguros, en distintos grados, de su participación en otros 25 asesinatos familiares que totalizaron 94 víctimas adicionales. De ser exactos, estos totales colocarían a Mueller/El hombre del tren justo detrás o delante de Samuel Little, el asesino en serie estadounidense con más víctimas confirmadas, que fue condenado por 60 asesinatos y se atribuyó 93.
Los autores también sugieren que Mueller puede haber sido responsable de los asesinatos de Hinterkaifeck en 1922 en Alemania. Los asesinatos tienen algunas similitudes con los crímenes estadounidenses, incluida la masacre de una familia entera en su casa aislada, el traslado de los cuerpos después de los asesinatos, una niña entre las víctimas, el uso del borde romo de una herramienta agrícola como arma (un pico) y la aparente ausencia de robo como motivo. Los autores sospechan que Mueller, descrito como un inmigrante alemán en los medios contemporáneos, podría haber abandonado Estados Unidos para regresar a su país natal después de que investigadores privados y periodistas comenzaron a notar y publicar patrones de asesinatos familiares a través de las fronteras estatales. Debido en parte a la mejora de la tecnología de las comunicaciones, los observadores notaron cada vez más similitudes entre los crímenes. La atención nacional llegó después del descarado asesinato en 1911 de dos familias en una sola noche en Colorado Springs, Colorado, y de un asesinato familiar similar semanas después a unos cientos de kilómetros de distancia en el vecino Kansas. Cuando ocurrieron los asesinatos de Villisca en 1912, ya se sospechaba ampliamente que un solo asaltante viajero podría ser el culpable (aunque el término "asesino en serie" no se utilizó hasta décadas después).

## Recepción
En una reseña para The New York Journal of Books, Bill McClug describió a El hombre del tren como "una historia interesante y fascinante aunque bastante desconocida, y es encomiable que los autores hayan decidido sacarla a la luz". Pero también criticó el estilo de escritura como demasiado informal y pensó que era poco probable que el caso de los James pudiera probarse de manera concluyente después de un siglo.
Kirkus Reviews le dio al libro una reseña positiva: "Narrado en una prosa periodística y profesional con muchas inyecciones personales —'escúchame. ¿Tengo una historia que contarte?'— la narrativa se vuelve adictiva, y es fácil quedar atrapado en la elaborada búsqueda y las conclusiones de los autores, que son plausibles".
En una propaganda en la sobrecubierta de la edición de tapa dura del libro, el profesor Harold Schechter afirma que los James ofrecieron la explicación más plausible hasta la fecha para los asesinatos de Villisca.